# Писаревский сельсовет (Башкортостан)
Писаревский сельсовет — муниципальное образование в Шаранском районе Башкортостана.
Согласно Закону о границах, статусе и административных центрах муниципальных образований в Республике Башкортостан имеет статус сельского поселения.

## Население
| 2002 | 2009  | 2010 | 2012 | 2013 | 2014 | 2015 |
| ---- | ----- | ---- | ---- | ---- | ---- | ---- |
| 1121 | ↘1046 | ↘940 | ↗942 | ↘906 | ↘883 | ↘851 |
| 2016 | 2017  | 2018 |      |      |      |      |
| ↘816 | ↘806  | ↘794 |      |      |      |      |

## Состав
В состав сельсовета входят 11 населённых пунктов:
- с. Анисимова Поляна,
- с. Васильевка,
- д. Владимировка,
- д. Имчаг,
- д. Новоалександровка,
- д. Новокнязево,
- д. Писарево,
- д. Роща,
- с. Сакты,
- с. Стародражжево,
- д. Сунгуровка.